# Calvary/Calvaire
Calvary/Calvaire es una localidad de Santa Lucía que forma parte del distrito de Soufrière.